# Чемпіонат світу з хокею із шайбою 2025 (дивізіон IV)
Чемпіонат світу з хокею із шайбою 2025 — чемпіонат світу з хокею із шайбою, який відбувся в столиці Вірменії Єревані з 13 по 19 квітня 2025 року.

## Учасники
| Збірна     | Результати 2024 року                                 |
| ---------- | ---------------------------------------------------- |
| Іран       | 6-е місце у Дивізіоні ІІІ B.                         |
| Кувейт     | 2-е місце у Дивізіоні IV.                            |
| Індонезія  | 3-є місце у Дивізіоні IV.                            |
| Малайзія   | 4-е місце у Дивізіоні IV.                            |
| Вірменія   | Господар, перша участь у чемпіонаті після 2010 року. |
| Узбекистан | дебют.                                               |

## Таблиця
| Поз | Команда      | М | В | ВО | ПО | П | ГЗ | ГП | Різ | О  | Підвищення     |      | Узбекистан | Вірменія | Кувейт | Індонезія | Іран | Малайзія |
| --- | ------------ | - | - | -- | -- | - | -- | -- | --- | -- | -------------- | ---- | ---------- | -------- | ------ | --------- | ---- | -------- |
| 1   | Узбекистан   | 5 | 4 | 0  | 1  | 0 | 79 | 10 | +69 | 13 | Дивізіон III B |      | —          | 2:3 б    | 13:3   | 26:1      | 20:0 | 18:3     |
| 2   | Вірменія (H) | 5 | 3 | 1  | 1  | 0 | 53 | 11 | +42 | 12 |                |      | 3:2 б      | —        | 4:5 ОТ | 14:1      | 8:0  | 24:3     |
| 3   | Кувейт       | 5 | 3 | 1  | 0  | 1 | 56 | 32 | +24 | 11 |                | 3:13 | 5:4 ОТ     | —        | 15:6   | 11:0      | 22:9 |          |
| 4   | Індонезія    | 5 | 2 | 0  | 0  | 3 | 17 | 60 | −43 | 6  |                | 1:26 | 1:14       | 6:15     | —      | 2:1       | 7:4  |          |
| 5   | Іран         | 5 | 1 | 0  | 0  | 4 | 6  | 42 | −36 | 3  |                | 0:20 | 0:8        | 0:11     | 1:2    | —         | 5:1  |          |
| 6   | Малайзія     | 5 | 0 | 0  | 0  | 5 | 20 | 76 | −56 | 0  |                | 3:18 | 3:24       | 9:22     | 4:7    | 1:5       | —    |          |